# Kitakata

Kitakata (喜多方市 Kitakata-shi?) este un municipiu din Japonia, prefectura Fukushima.